# Scottův ostrov
Scottův ostrov (Scott Island) je neobydlený subantarktický ostrov sopečného původu v Rossově moři, 505 km severovýchodně od Adareho mysu. Ostrov má rozlohu čtyři hektary, nejvyšší bod se nachází 54 metrů nad mořskou hladinou. Západně od ostrova se tyčí do výšky 60 m skalní pilíř nazvaný Haggitt’s Pillar. Většina ostrova je pokryta ledem. V létě se teplota pohybuje okolo nuly, v zimě klesá až na -40 °C.
Ostrov objevil 25. prosince 1902 William Colbeck a pojmenoval ho podle velitele expedice Roberta Scotta. Na ostrov si činí nárok Nový Zéland.